# Banská Bystrica (distrikt)
 For alternative betydninger, se Banská Bystrica (flertydig). (Se også artikler, som begynder med Banská Bystrica)
Banská Bystrica Distrikt (slovakisk: okres Banská Bystrica, ungarsk: Besztercebányai járás) er et distrikt i Banská Bystrica-regionen i det centrale Slovakiet . Indtil 1918 tilhørte området Zvolen Amt i Kongeriget Ungarn.

## Kommuner
- Badín
- Baláže
- Banská Bystrica
- Brusno
- Čerín
- Dolná Mičiná
- Dolný Harmanec
- Donovaly
- Dúbravica
- Harmanec
- Hiadeľ
- Horná Mičiná
- Horné Pršany
- Hrochoť
- Hronsek
- Kordíky
- Králiky
- Kynceľová
- Lučatín
- Ľubietová
- Malachov
- Medzibrod
- Moštenica
- Motyčky
- Môlča
- Nemce
- Oravce
- Podkonice
- Pohronský Bukovec
- Poniky
- Povrazník
- Priechod
- Riečka
- Sebedín-Bečov
- Selce
- Slovenská Ľupča
- Staré Hory
- Strelníky
- Špania Dolina
- Tajov
- Turecká
- Vlkanová